# Курдиновський Василь Григорович
Курдиновський Василь Григорович (12 серпня 1871 року, село Лютенські Будища Зіньківського повіту Полтавської губернії — ?) — український педагог, історик.
Навчався в Полтавському духовному училищі, Полтавській семінарії, закінчив 1895 року Петербурзьку духовну семінарію. Працював учителем у Полтаві. 1896 року призначений у Кишинівську духовну семінарію. Друкував історичні розвідки про сільські церкви.
Наприкінці 1920-х років Курдиновський Василь Григорович згадується серед викладачів Бердянського педтехнікуму, проте певності, що це одна й та ж особа немає.